# ناصر الهدهود
ناصر ماجد الهدهود (مواليد 31 مايو 2002)، لاعب وسط كرة قدم سعودي يلعب في نادي العلا.

## مسيرة اللاعب
لعب في نادي الهلال ونادي الرائد ونادي العلا.